# Adalaria olgae
Adalaria olgae is een slakkensoort uit de familie van de Onchidorididae. De wetenschappelijke naam van de soort werd voor het eerst geldig gepubliceerd in 2009 door Martynov, Korshunova, Sanamyan & Sanamyan.